# Антонио Канова
Антонио Канова (на италиански: Antonio Canova) е италиански скулптор, един от основните представители на неокласицизма. Той е известен с мраморните си статуи, сред които портрети на известни личности като Наполеон Бонапарт.

## Биография
Син е на каменоделеца Пиетро Канова и на съпругата му Анджела Дзардо Фантолини. Баща му умира през 1761 г. и майка му се омъжва повторно. Канова е отгледан от дядо си по бащина линия Пазино Канова, който притежава каменоделска работилница. Тук той получава първите си каменоделски умения.
Първият му учител по скулптура във Венеция е Джузепе Торети. През 1770 г. Канова започва да чиракува за две години при венецианския скулптор Джузепе Бернарди. След това учи при Джовани Ферари и постъпва във Венецианската академия за изящни изкуства. Докато учи в академията, той получава няколко награди. По време на следването си приема поръчките за няколко произведения за местни манастири.
Венецианският сенатор Джовани Фалиеро го наема да създаде статуите на Евридика и Орфей за градината на вилата му в Азоло. Работата по статуите започва през 1775 г. и двете са завършени през 1777 г. През 1779 г. венецианският прокуратор Пиетро Ветор Пизани му поръчва скулптурната група „Дедал и Икар“.
На следващата година заминава за Рим. Изучаването на класически произведения допринася за развитието на естествените му дарби. Скоро младият художник заема видно място сред скулпторите на своето време, а славата му расте с появата на всяка нова творба и се разпространява далеч извън границите на Италия. Получава поръчки от много аристократични семейства и кралски особи. През 1802 г. папа Пий VII го прави главен пазител на всички художествени паметници във владенията си. Наполеон Бонапарт го кани в Париж през 1802 г., за да му направи колосална статуя, както и други важни произведения. Шедьовърът му от това време е скулптурата на Полин Бонапарт в одеянията на победоносна Венера.
След падането на Наполеон, през 1815 г., Канова се погрижва художествените съкровища, отмъкнати от Рим от сваления император във Франция, да бъдат върнати във Вечния град. В знак на благодарност за това, както и за изключителния му художествен талант папа Пий VII нарежда името му да бъде вписано в Златната книга на Капитолия и му дава титлата „Маркиз на Иския“.
Той е първият президент на Папската римска археологическа академия.
Въпреки тези почести и благоразположението на папата, поради разминаваня с желания на кардиналите известният скулптор напуска Рим и прекарва последните години от живота си в родината си, в Посаньо, близо до Басано. Умира във Венеция на 13 октомври 1822 г. и е погребан в катедралата „Санта Мария Глориоза дей Фрари“ в мавзолей, който самият той проектира по модела на пирамидални римски надгробни паметници.
След смъртта на Канова през 1822 г. Венецианската академия решава да постави сърцето на Канова в порфирена урна и по заповед на президента на академията Леополдо Чиконяра се провежда акция за събиране на пари за паметник на Канова. През 1827 г. този паметник е построен по проект на самия Канова от група негови ученици: Джузепе де Фабрис, Бартоломео Ферари, Р. Риналди, Луиджи Дзандоменеги, Дж. де Мартини и Антонио Боза. Урна, която се придържа от силно драпирана фигура (дело на Ферари), съдържа сърцето на Канова, останалата част от тялото е погребана в мавзолей близо до дома му в Посаньо.

## Галерия
- Ерос и Психея, 1793, Лувър, Париж
- Тезей върху убития Минотавър, 1781–1783, Музей „Виктория и Албърт“, Лондон
- Персей с главата на Медуза, 1800–1801, Ватикански музеи, Рим
- Трите грации, 1814–1817, Ермитаж, Санкт Петербург
- Наполеон Бонапарт, Пинакотека „Брера“, Милано
- Бюст на Наполеон I в Палацо Пити, Флоренция
- Венера Италийска, 1804–1808, Музей „Корер“, Венеция
- Мария Магдалина, Ермитаж, Санкт Петербург
- Полин Бонапарт в одеянията на победоносна Венера (1804–1808), Вила „Боргезе“, Рим
- Тезей се бие с кентавър, Музей на историята на изкуството, Виена

## За него
- Giulio Carlo Argan, Antonio Canova, Roma: Bulzoni, 1969.
- Yvonne zu Dohna, Canova und die Tradition, Bern: Lang, 2006
- Maria Letizia Putti, Canova. Vita di uno scultore, Roma: Graphofeel, 2020.